# KTM 990 Supermoto
Die KTM 990 Supermoto [ˈsu:pəʳ ˈmo:to] ist ein Motorrad des österreichischen Fahrzeugherstellers KTM. Die Supermoto wurde 2008 als Nachfolgerin der 950 Supermoto vorgestellt und bis 2013 in Mattighofen hergestellt.

## Konstruktion

### Entwicklung
Gegenüber dem Vorgängermodell 950 SM wurden härtere Gabelfedern verbaut, der Lenkkopfwinkel noch steiler auf 65,1° gesetzt und der nur 9,8 Kilogramm schwere Rahmen versteift.

### Antrieb
Der Antrieb erfolgt durch einen als LC8 (für liquid cooled, 8 Ventile) bezeichneten, flüssigkeitsgekühlten Zweizylindermotor mit 1000 cm³ Hubraum. Zwischen den zwei Zylindern des V-Motors beträgt der Zylinderbankwinkel 75 Grad. Der Viertaktmotor erzeugt eine Nennleistung von 85 kW (116 PS) und ein maximales Drehmoment von 97 Nm. Die vier Ventile je Zylinderkopf werden über Tassenstößel von zwei obenliegenden, kettengetriebenen Nockenwellen angesteuert. Eine Einspritzanlage von Keihin pumpt den Kraftstoff in den Brennraum. Das Motoröl für die Motorschmierung wird über einen Trockensumpf zum Ölbehälter zurückgeführt.
Das Motorrad beschleunigt in 3,6 Sekunden von 0 auf 100 km/h und erreicht eine Höchstgeschwindigkeit von 220 km/h.

### Fahrwerk
Das Fahrwerk baut auf einem pulverbeschichteten, selbsttragenden Gitterrahmen aus Chrom-Molybdän-Stahlrohren mit angeschraubtem Heck aus Leichtmetall auf. Das Hinterrad wird von einer Zweiarmschwinge aus Aluminium geführt, der Vorderreifen von einer Upside-Down-Teleskopgabel. Eine hydraulisch betätigte Mehrscheibenkupplung im Ölbad trennt den Motor vom Sechsganggetriebe. Im Sekundärantrieb verbindet eine O-Ring-Kette den Getriebeausgang mit der Hinterachse. Der Nachlauf beträgt 110 mm.
Am Vorderrad sind die Bremsscheiben schwimmend gelagert, am Hinterrad ist der Bremssattel schwimmend gelagert.
Am Vorderreifen verzögert eine schwimmend gelagerten Doppelscheibenbremse von Brembo. Am Hinterrad greift ein Doppelkolben in einem Schwimmsattel auf eine Scheibenbremse mit einem Durchmesser von 240 mm. Ein abschaltbares Zweikreis-Antiblockiersystem von Bosch unterstützt die Bremsanlage. Die Bremsen verzögern von 100 auf 0 km/h mit durchschnittlich 9,6 m/s² über einen Bremsweg von 40,2 m.

### Elektrik
Der Motor wird von einem elektrischen Anlasser gestartet, dessen Starterbatterie eine Kapazität von 11 Amperestunden hat. Die Lichtmaschine erzeugt eine elektrische Leistung von 450 Watt.

### Abgasanlage
Die Abgasnachbehandlung erfolgt durch einen geregelten Katalysator mit Sekundärluftsystem und erfüllt die Schadstoffklasse EURO3. Die zwei Abgaskrümmer münden am Heck in je einen Endschalldämpfer aus Edelstahl.

## Supermoto T
Das Sondermodell T (für Travel) hat eine niedrigere Sitzbank, serienmäßige Haltenasen für Gepäcktaschen, reduzierte Federwege und eine rahmenfeste Frontverkleidung. Das Motorrad wurde in den Farbkombinationen Schwarz/Orange und Schwarz/Silber angeboten.

## Kritiken
„Keine Frage, KTM weiß, wie man Fahrwerke baut. Satte Straßenlage, exzellent arbeitende Federung mit großen Dämpfungsreserven und eine hervorragende Handlichkeit lassen sie zum unbestrittenen Chef im Ring avancieren.“

„Die SM präsentiert in Perfektion den Minimalismus, der dem Geist einer der erfolgreichsten Enduro-Schmieden entspringt: extrem knappe Taille und ein auf jeglichen Optik-Schnickschnack verzichtendes V2-Kraftwerk, das sich im engen Käfig des Gitterrohr-Geflechts ganz schmal macht.“

„Die 990 Supermoto R ist ein aufgemotztes Relikt aus den alten Gaskrank-Tagen: eine hyper-agile Supermoto mit LC8-V2, 116 Pferdchen, 208 Kilo vollgetankt, laut brüllend, durstig wie Charlie Sheen und im feschen Kampfanzug. […] Die Anreise ins Kurvenparadies per Autobahn haken wir schnell ab – aufrecht sitzend und ohne einen Hauch von Windschutz ist die Raserei nur fünf Minuten lustig. Gepäck und Sozia kann man wegen der glühend heißen Endtöpfe gleich daheim lassen.“